# Будинок на пам'ять 1905 року
Будинок на пам'ять 1905 року (крим. 1905 yılnıñ hatırasına ev) — житловий будинок на розі бульвару Леніна та вулиці Павленка у Сімферополі на згадку про революцію 1905 року. Збудований у 1932 році у стилі конструктивізм за проєктом архітектора Бориса Білозерського.
Є пам'яткою архітектури та містобудування під обліковим номером 4706-АР (наказ Міністерства культури та туризму України від 25.10.2010 № 957/0/16-10).

## Опис
Будівля складається із трьох корпусів — Павленка 7А, 7Б та 7В, виконаних у стилі стриманого конструктивізму. Опорні стіни виконані з каменю — черепашника, перегородки — з цегли.
Корпуси пов'язані надземними переходами та внутрішнім двором. Фасад оздоблений декларативними карнизами, на головному фасаді є напис «Будинок на пам'ять 1905 року».
У будинку 40 квартир.

## Історія
На початку XX століття ділянка, на якій нині розташовується будинок, була зайнята комплексом будівель, збудованих за кошти відомого лікаря А. Ф. Арендта: лікарня «згущеним повітрям для грудних хворих, які приїжджають до Криму» та при ній лікування кумисом. Головний же будинок зайнятий чудово влаштованим «дитсадком» пані Арендт", зазначав в «Нарисах Криму» письменник Є. Л. Марков.
До 30-х років XX століття місце під майбутній Будинок на пам'ять 1905 року було вільне, і за проєктом Бориса Білозерського тут до 1932 року збудували нову будівлю.
Будівництво велося шляхом народного будівництва без будь-якої техніки. Як стиль для житлової будівлі було обрано конструктивізм, а головний фасад прикрасили написом «Будинок на пам'ять 1905 року», оскільки будинок призначався для сімей учасників революції 1905—1907 та червоного руху епохи Перших визвольних змагань.
Існує думка, ніби він зводився частково з каменю, що залишився після руйнування Олександро-Невського собору.
З 1933 по 1941 рік у будинку проживав кримськотатарський поет Ешреф Шем'ї-заде. 30 жовтня 2008 року на честь його 100-річчя на будівлі було відкрито відповідну меморіальну дошку.
20 лютого 1990 року Кримський облвиконком визнав «Будинок на пам'ять 1905 року» пам'яткою архітектури та містобудування. Це рішення було підтверджено 25 жовтня 2010 року наказом Міністерства культури та туризму України.

## Галерея

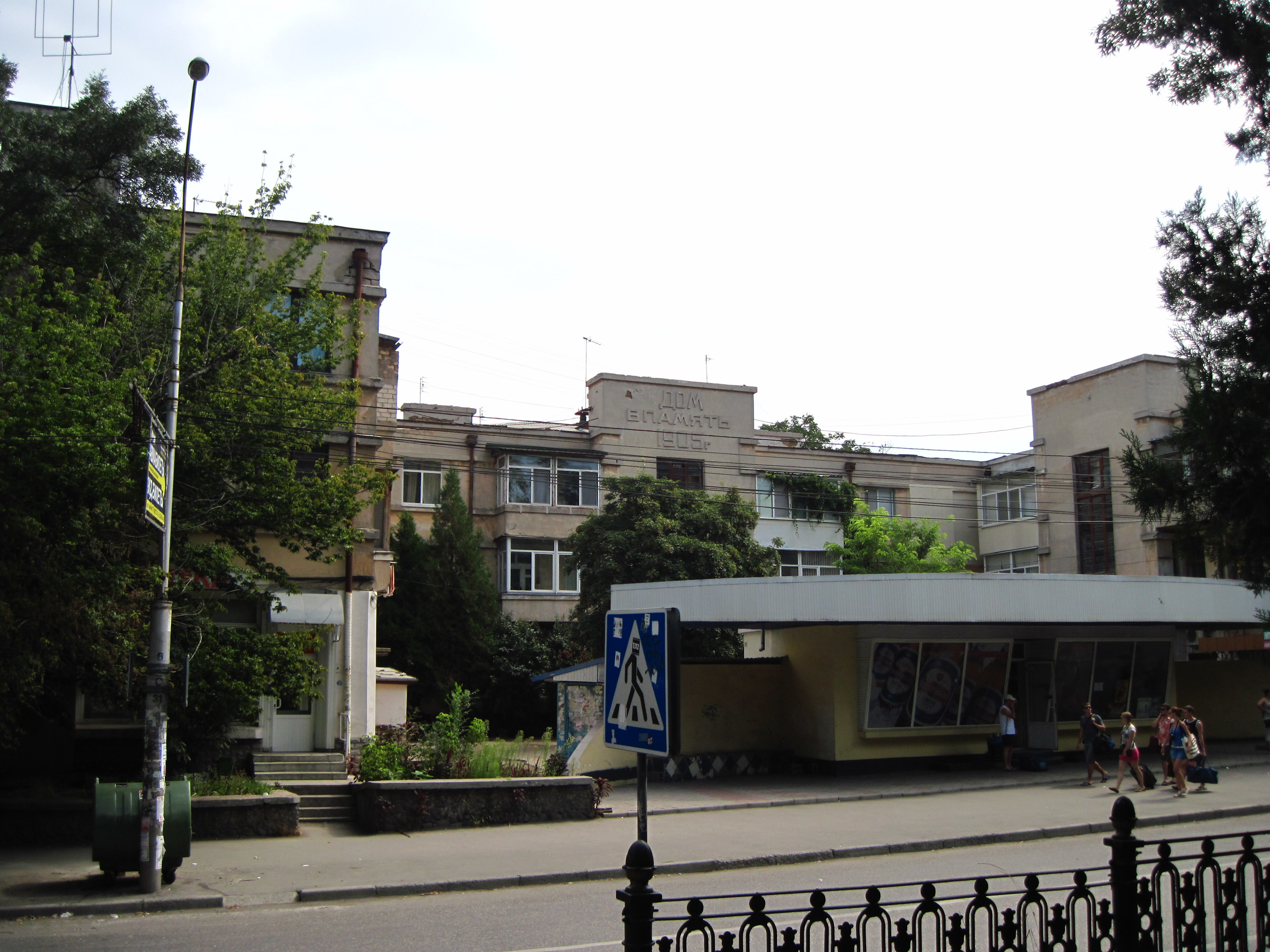
2012 рік
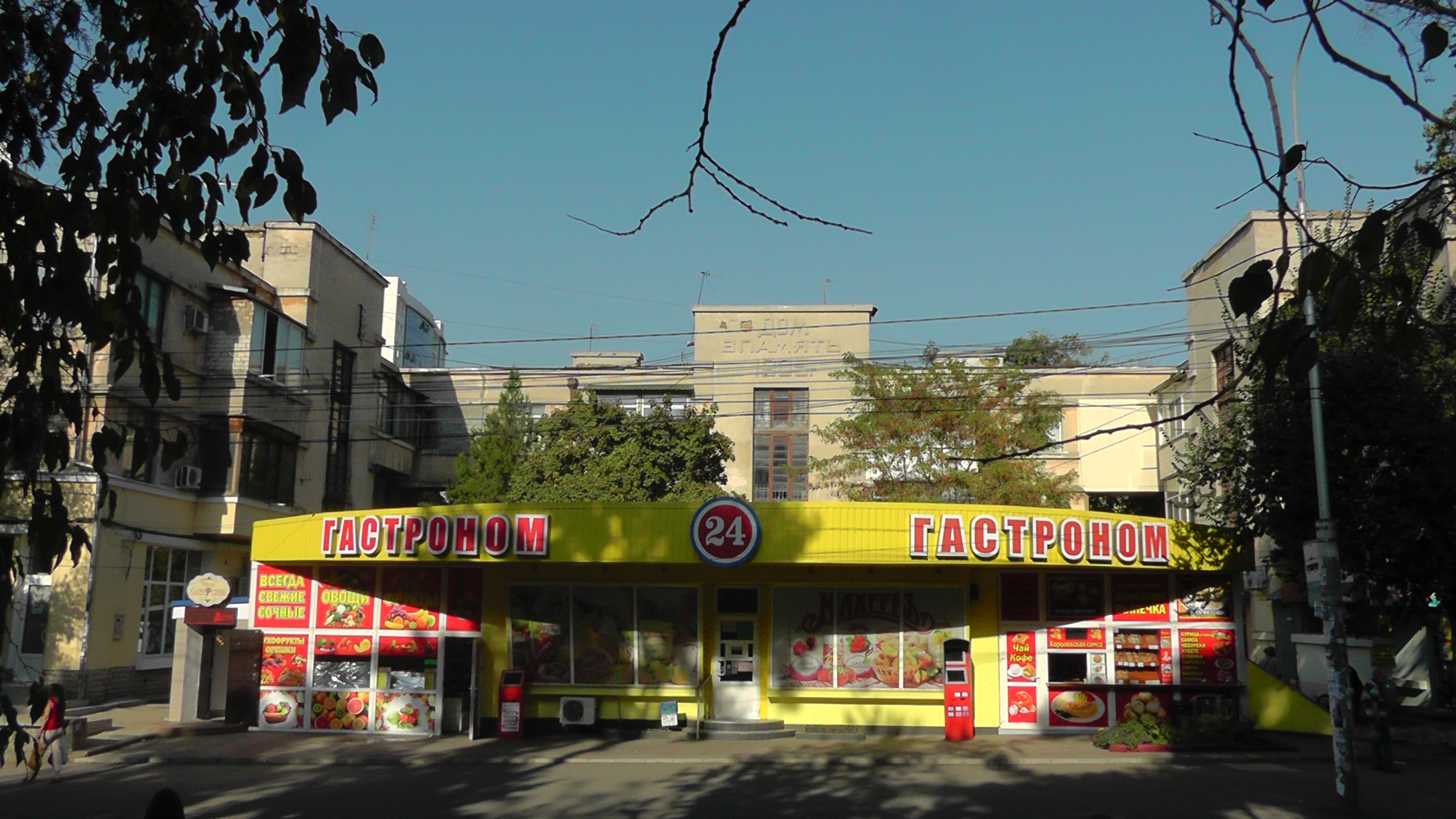
2015 рік
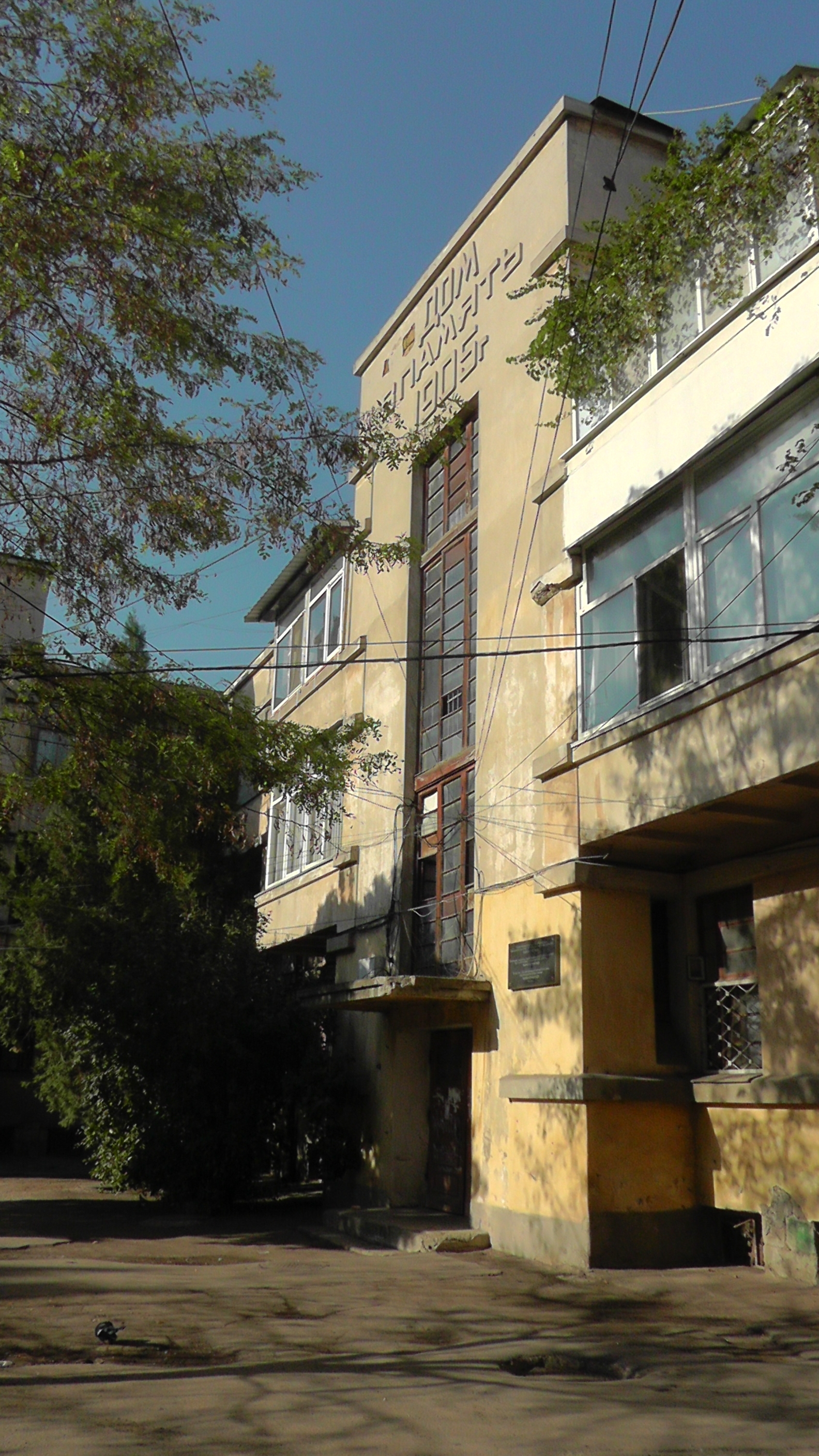
2015 рік
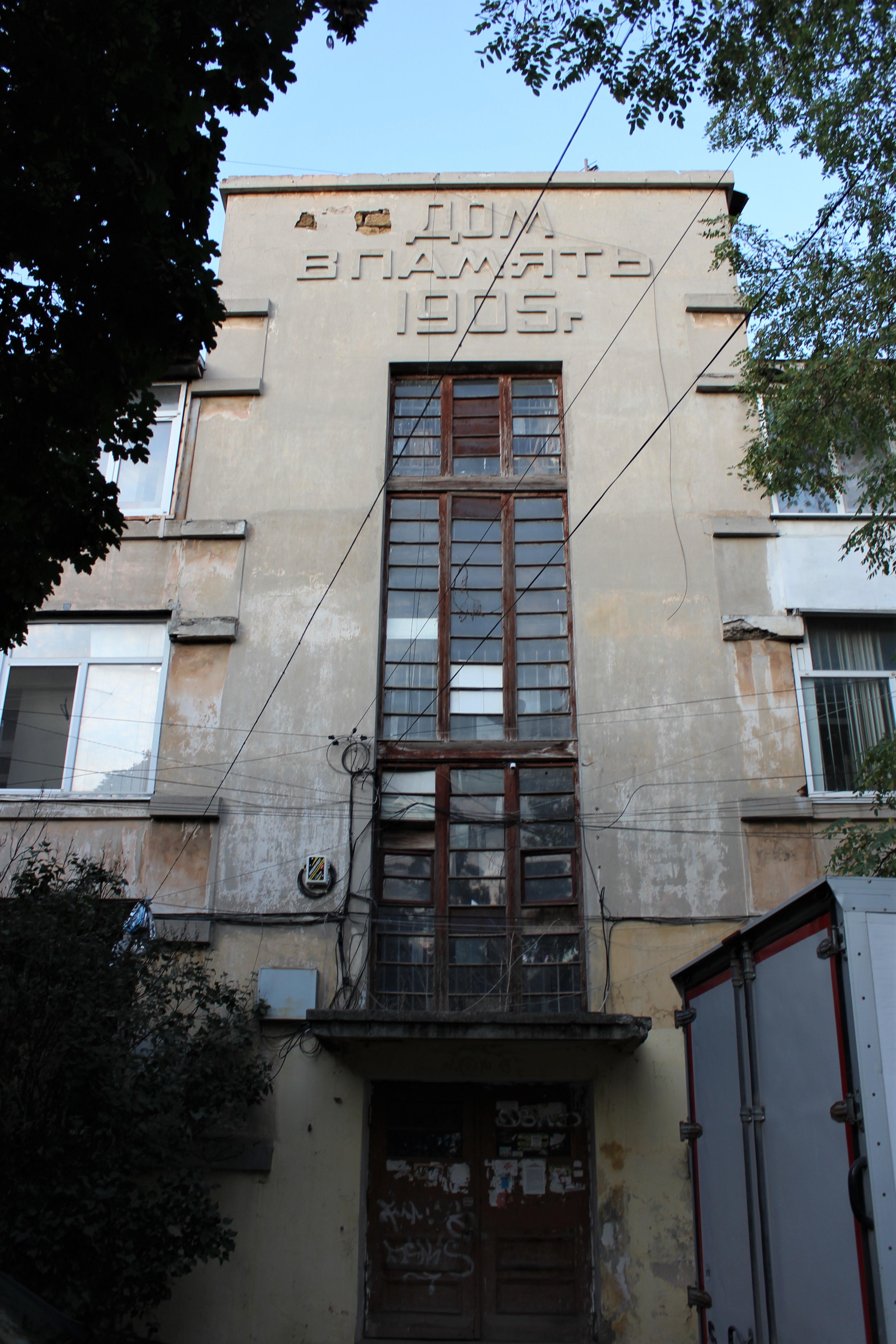
2019 рік
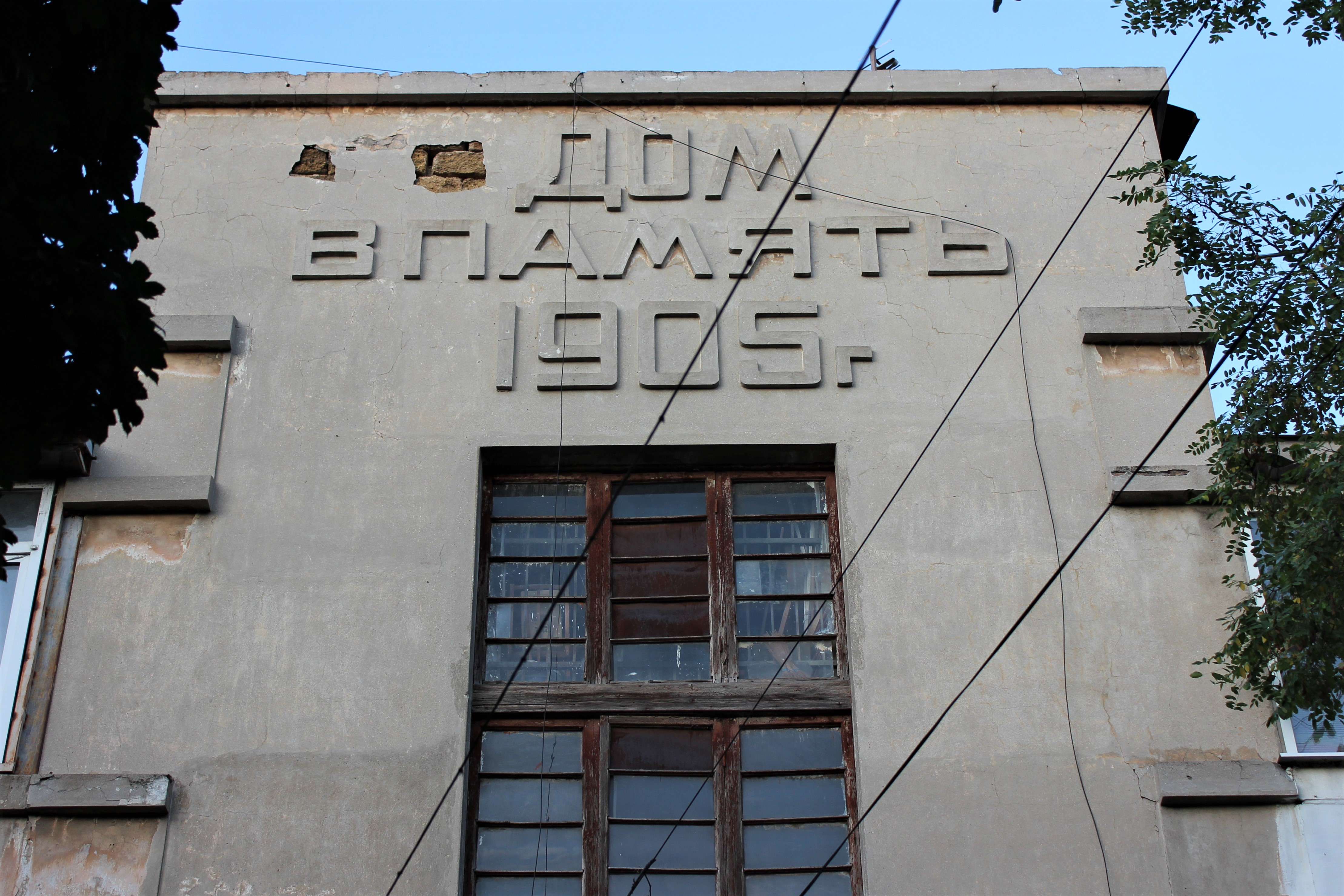
2019 рік
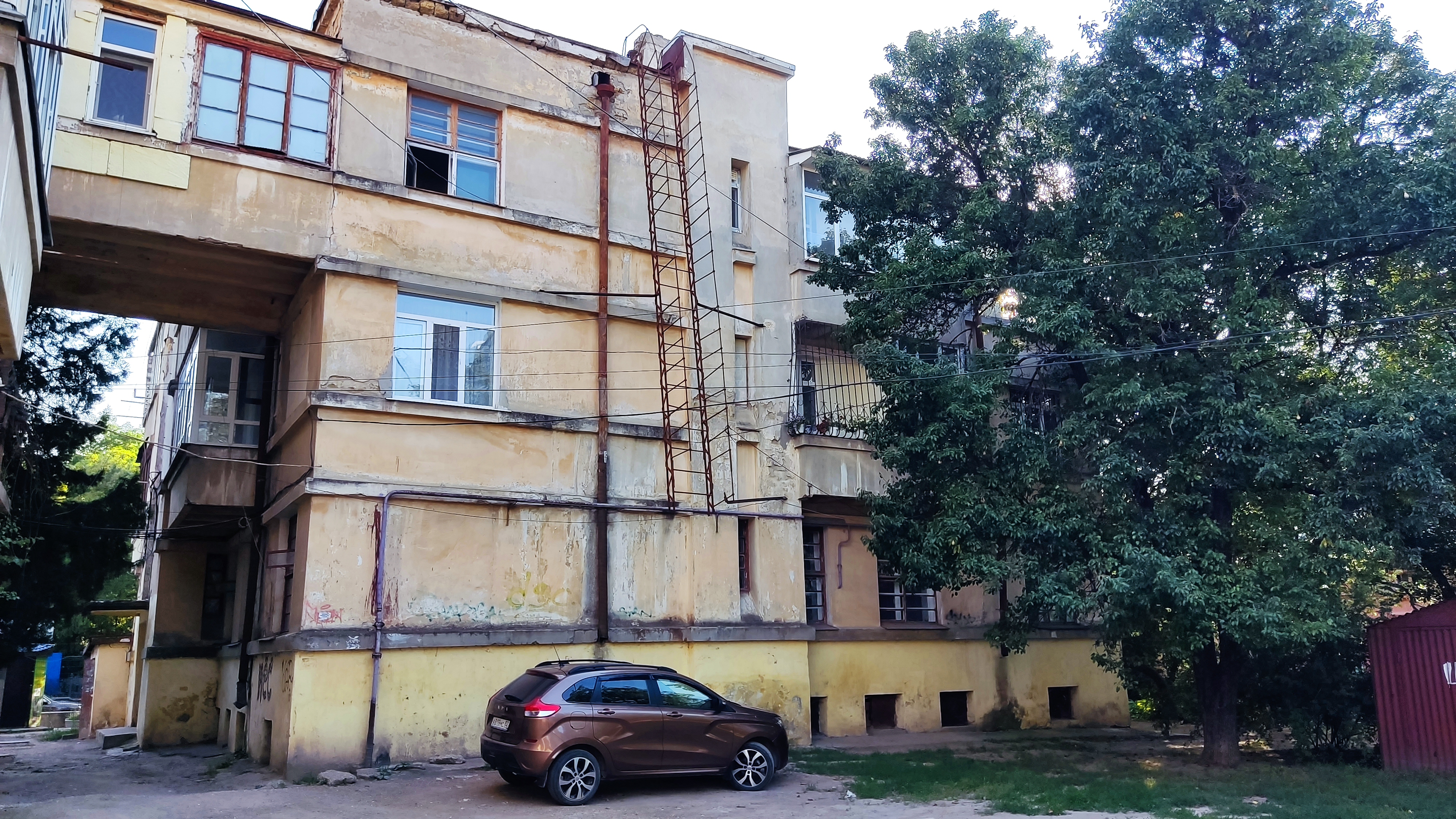
2021 рік
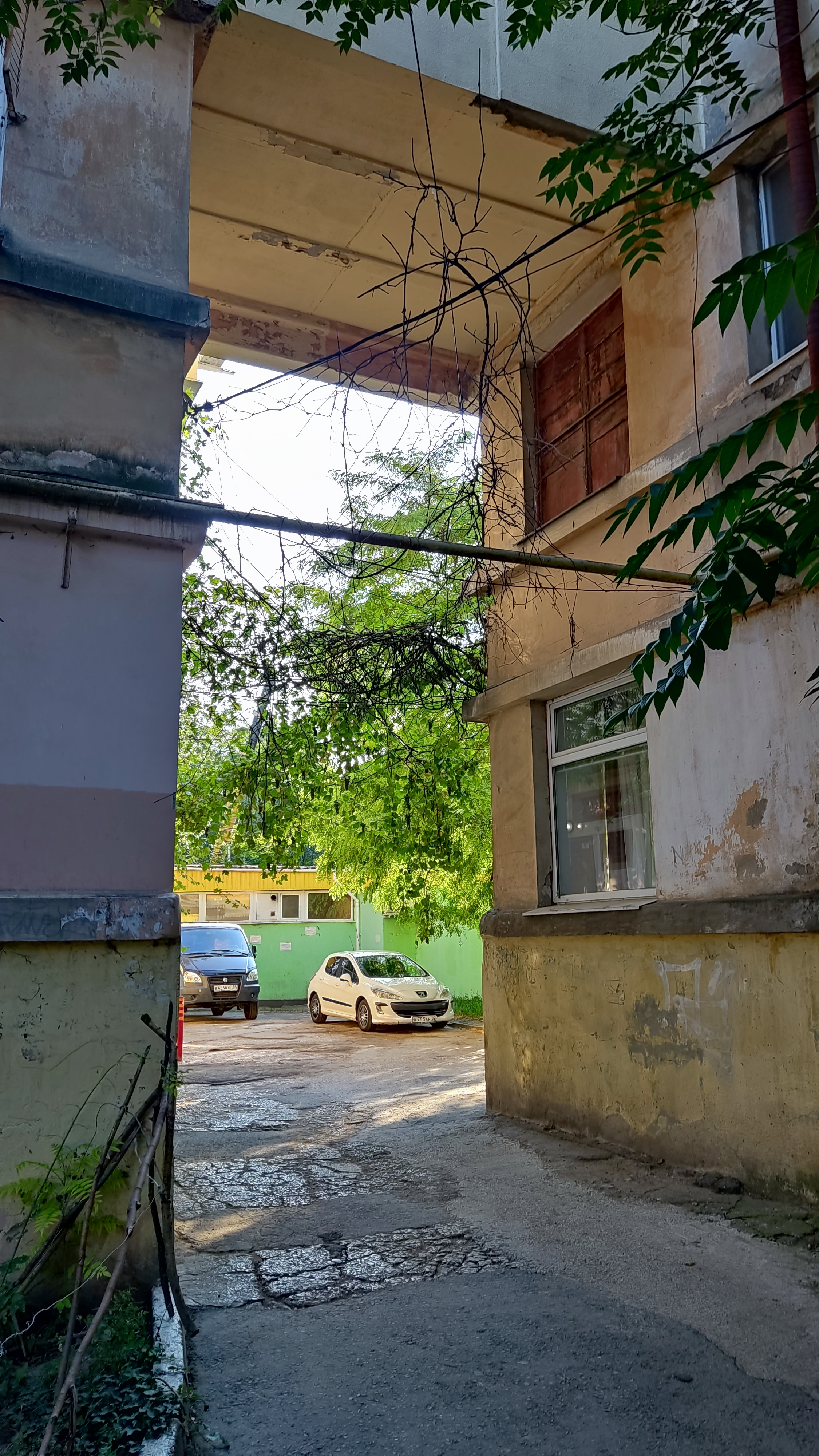
2021 рік
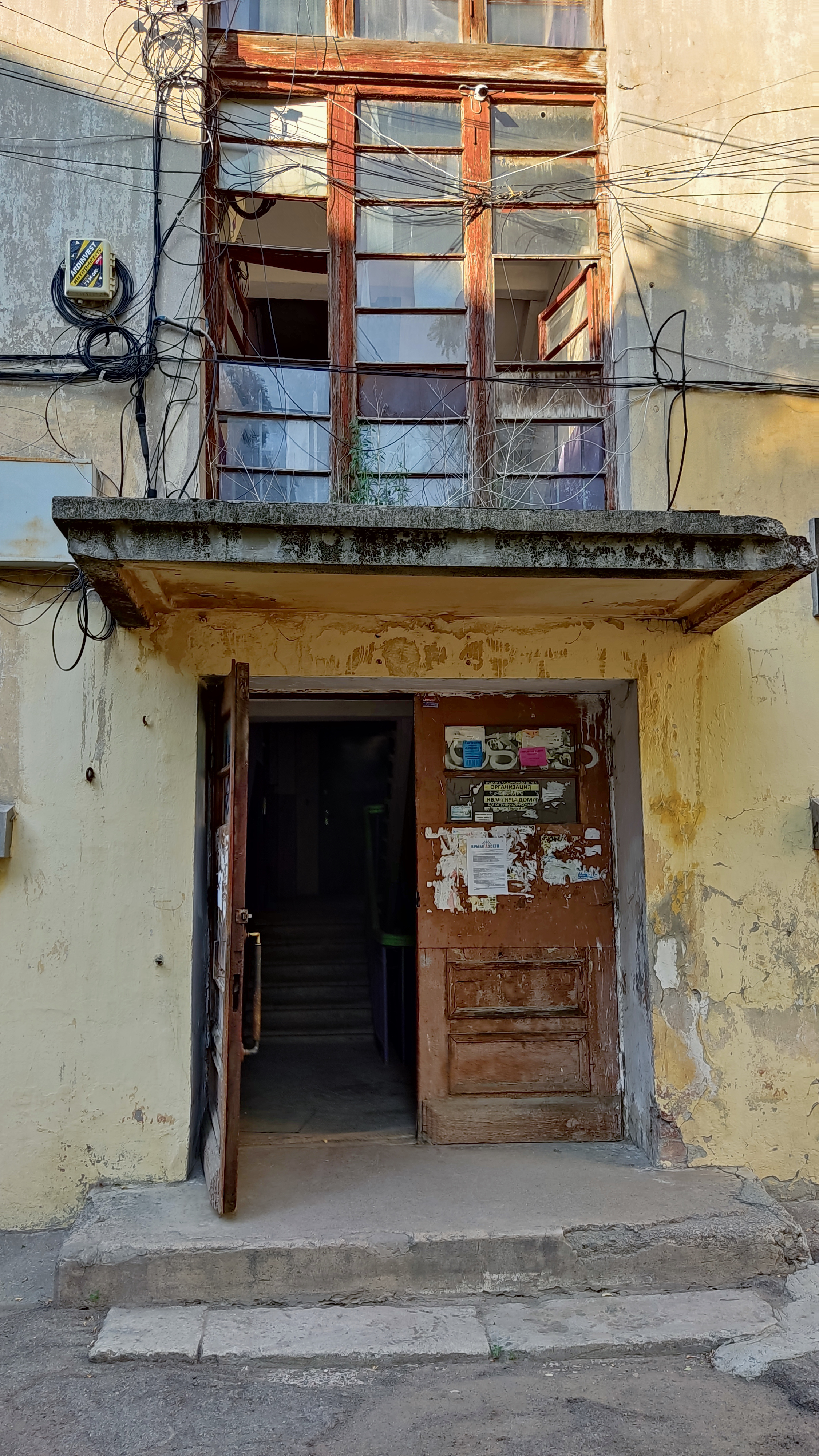
2021 рік
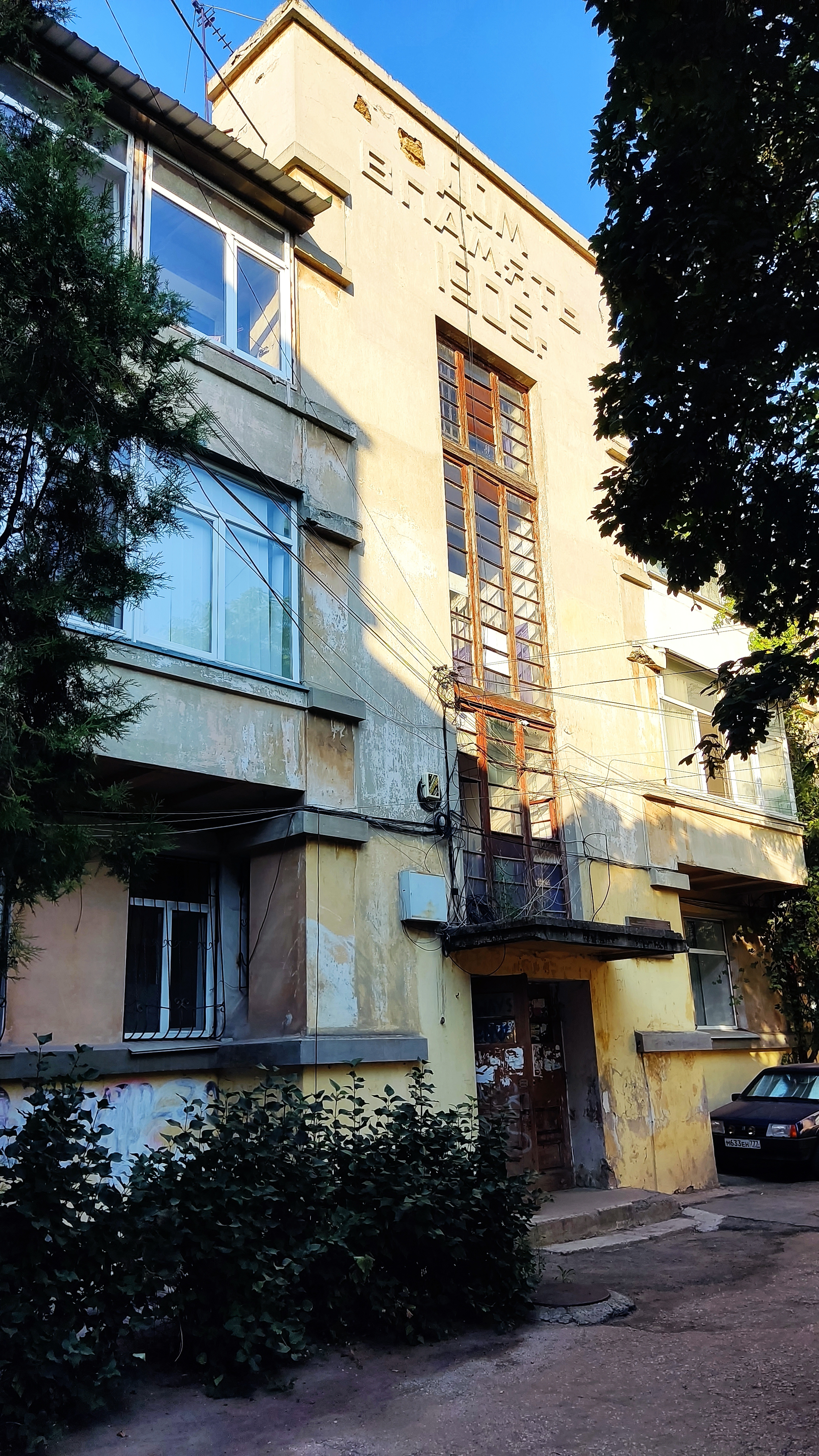
2021 рік
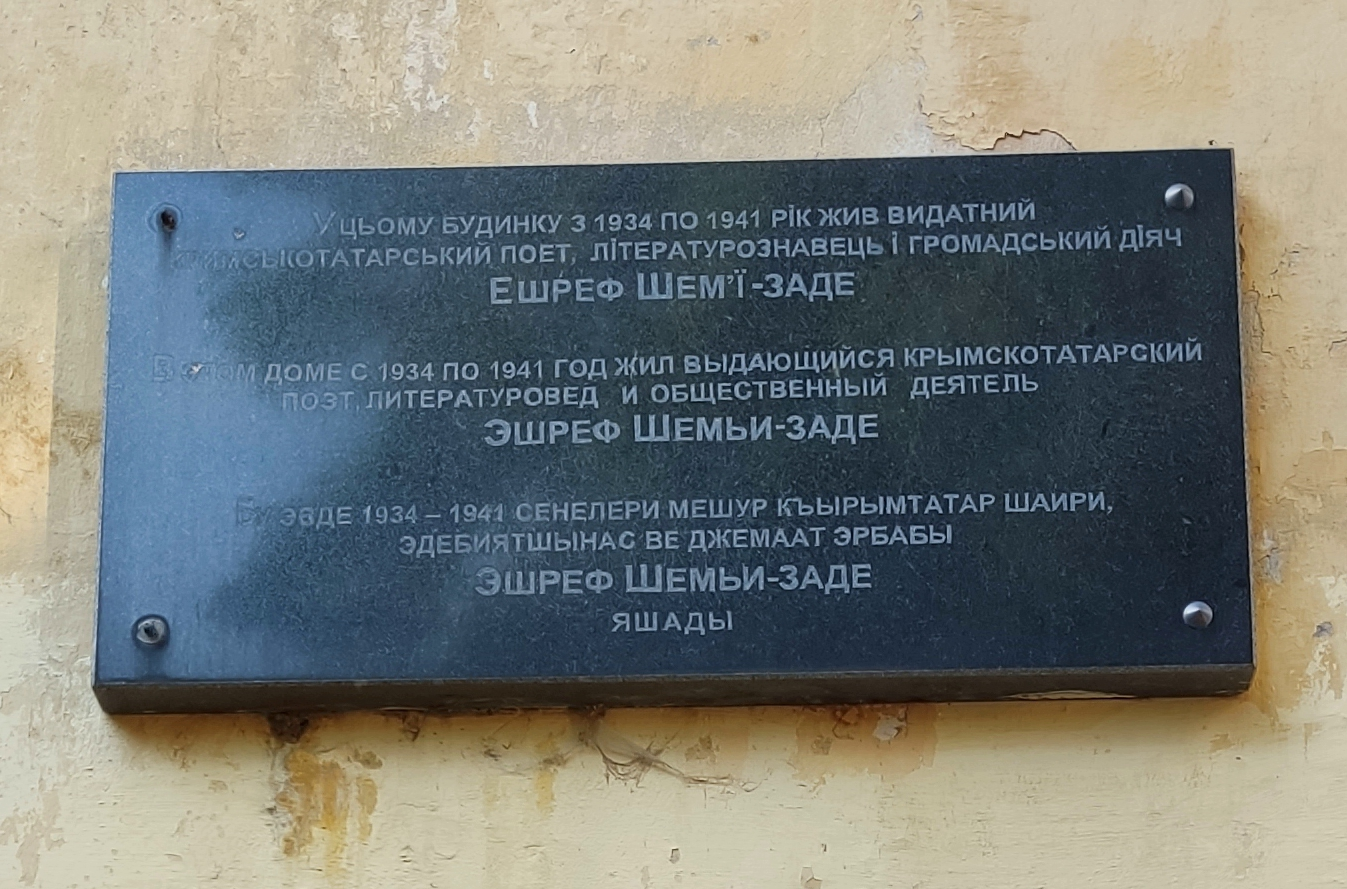
Меморіальна дошка на честь Ешрефа Шем'ї-заде, 2021 рік